# 塔蒂文藝復興叢書
塔蒂文藝復興叢書（英語：The I Tatti Renaissance Library）是哈佛大學出版社（Harvard University Press）出版的一系列書籍，本書致力於將義大利文藝復興時期的拉丁文學之重要作品向現代讀者呈現。本叢書書籍的排版形式皆為每頁左頁（verso）的文章為拉丁語原文，右頁（recto）文章為英語翻譯，這排版最初是由是由沃爾特·凱撒（Walter Kaiser）所提出，他是哈佛大學英語及比較文學教授、亦在1988–2002年擔任塔蒂別墅（Villa I Tatti）的理事長。哈佛大學歷史學教授詹姆斯·漢金斯（James Hankins）擔任總編輯。本叢書的目標是做為意大利文藝復興時期版的洛布古典叢書（Loeb Classical Library）。
書籍裡很多文章在本系列叢書出版前從未被翻譯成英語，本叢書系列期許可透過這些書籍提供的原始資料來增加一般民眾和非專業歷史學家對文藝復興的理解，從而了解文藝復興的思想提供理解思想家論點找到出路。
本叢書系列的書籍封面一致為淡藍色，類比洛布古典叢書書籍的紅色和綠色封面。然而，這些書籍在尺寸上更接近標準精裝書，而不像洛布系列書籍的袖珍書形式。本叢書系列字體為“ITRL”，是專為本系列書籍設計的字體，字體設計效仿文藝復興時期排版師尼古拉斯·詹森（Nicolas Jenson）的風格。
本系列書籍以閱讀方面容易理解而聞名。安东尼·格拉夫顿（Anthony Grafton）曾對此系列叢書立下評價：“雖然不具有完整的重要校注及文本考證，它們實在是很正確、就連標點符號都能淺顯易懂。英語翻譯異常的清晰、優雅又精確”。

## 備註
1. ↑  原文評價的they旁加了方括號以強調本叢書書籍文字容易理解

## 外部連結
- The I Tatti Renaissance Library （页面存档备份，存于）
- Villa I Tatti - The Harvard University Center for Renaissance Studies （页面存档备份，存于）